# Districtul Thung Fon
Thung Fon (în thailandeză ทุ่งฝน) este un district (Amphoe) din provincia Udon Thani, Thailanda, cu o populație de 31.029 de locuitori și o suprafață de 227,903 km².

## Componență
Districtul este subdivizat în 4 subdistricte (tambon), care sunt subdivizate în 36 de sate (muban).
| Nr. | Nume          | În thailandeză | Sate | Locuitori |  |
| --- | ------------- | -------------- | ---- | --------- |  |
| 1.  | Thung Fon     | ทุ่งฝน           | 12   | 12,509    |  |
| 2.  | Thung Yai     | ทุ่งใหญ่          | 10   | 9,225     |  |
| 3.  | Na Chum Saeng | นาชุมแสง        | 8    | 5,989     |  |
| 4.  | Na Thom       | นาทม           | 6    | 3,306     |  |